# Gorbačov
Gorbačov  je priimek več oseb:
- Ivan Aleksandrovič Gorbačov, sovjetski general
- Ivan Sergejevič Gorbačov, sovjetski general
- Mark Gorbačov, sovjetski politik
- Mihail Sergejevič Gorbačov, sovjetski politik in državnik
- Nikolaj Semjonovič Gorbačov, sovjetski general
- Oleg Gorbačov, rusko-slovenski odbojkarski trener
- Raisa Gorbačov(a), filozofinja, žena Mihaila Gorbačova
- Venjamin Jakovljevič Gorbačov, sovjetski general
- glej tudi priimke Gorbatov, Gorbunov, Gorbanev, Gorbatko, Gorbenko, Gorbatjuk itd.